# Associazione Calcio Siena 1988-1989
Questa voce raccoglie le informazioni riguardanti l'Associazione Calcio Siena nelle competizioni ufficiali della stagione 1988-1989.

## Stagione
Nella stagione 1988-1989 il Siena disputò il dodicesimo campionato di Serie C2 della sua storia.

## Divise e sponsor
| 1ª divisa |

## Organigramma societario
Area direttiva
- Presidente: Max Paganini

Area tecnica
- Allenatore: Ferruccio Mazzola

## Rosa
| N. |                   | Ruolo | Calciatore           |
| -- | ----------------- | ----- | -------------------- |
|    | Italia (bandiera) | P     | Patrizio Tanagli     |
|    | Italia (bandiera) | D     | Maurizio Cavallo     |
|    | Italia (bandiera) | D     | Mauro Joriatti       |
|    | Italia (bandiera) | D     | Gianluca Lamacchi    |
|    | Italia (bandiera) | D     | Riccardo Maurizi     |
|    | Italia (bandiera) | D     | Andrea Pepi          |
|    | Italia (bandiera) | D     | Gianpietro Pevarello |
|    | Italia (bandiera) | D     | Gabriele Podavini    |
|    | Italia (bandiera) | D     | Enrico Signoroni     |
|    | Italia (bandiera) | D     | Arturo Vianello      |

| N. |                   | Ruolo | Calciatore         |
| -- | ----------------- | ----- | ------------------ |
|    | Italia (bandiera) | C     | Fabio Carsetti     |
|    | Italia (bandiera) | C     | Simone Malvolti    |
|    | Italia (bandiera) | C     | Stefano Mariani    |
|    | Italia (bandiera) | C     | Claudio Rastelli   |
|    | Italia (bandiera) | C     | Franco Tintisona   |
|    | Italia (bandiera) | A     | Giuliano Fiorini   |
|    | Italia (bandiera) | A     | Luca Gianfaldoni   |
|    | Italia (bandiera) | A     | Umberto Marino     |
|    | Italia (bandiera) | A     | Simone Mucciarelli |
|    | Italia (bandiera) | A     | Simone Ravagni     |

## Risultati

### Serie C2

#### Girone d'andata
| Arbitro: | Ceccarelli (Ciampino) |

|  |           |            |
|  | Marcatori | 42’ Spelta |

| Arbitro: | Mellina (Piacenza) |

|              |           |                    |
| Di Laura 87’ | Marcatori | 25’ (rig.) Mariani |

| Arbitro: | Florio (Chieti) |

|                                                  |           |                                   |
| Fiorini 15’ Marino 35’ Tintisona 49’ Mariani 74’ | Marcatori | 55’ Nanni 56’ Malfi 72’ Cardinali |

| Arbitro: | Magliulo (Torre Annunziata) |

|                |           |                           |
| Di Stefano 58’ | Marcatori | 46’ Fiorini 54’ Tintisona |

| Arbitro: | Forte (Marsala) |

|             |           |                   |
| Ianuale 61’ | Marcatori | 59’ (rig.) Marino |

| Arbitro: | Scarcelli (Cosenza) |

|                               |           |           |
| Tintisona 6’, 30’ Mariani 86’ | Marcatori | 90’ Marin |

| Arbitro: | Bortoli (Schio) |

|                |           |                 |
| Di Vincenzo 6’ | Marcatori | 78’ Mucciarelli |

| Arbitro: | Saia (Palermo) |

|                             |           |  |
| Mucciarelli 41’ Fiorini 55’ | Marcatori |  |

| Arbitro: | Curotti (Piacenza) |

|                                       |           |  |
| Frescucci 38’ Biagiotti 56’ Fusci 69’ | Marcatori |  |

| Arbitro: | Minotti (Frosinone) |

|                         |           |  |
| Mucciarelli 9’ Pepi 54’ | Marcatori |  |

| Arbitro: | Benazzoli (Bassano del Grappa) |

|           |           |                 |
| Gemmi 49’ | Marcatori | 17’ Mucciarelli |

| Arbitro: | Casoli (Reggio Emilia) |

|             |           |                          |
| Fiorini 24’ | Marcatori | 8’ Castagna 69’ Calamita |

| Arbitro: | Rocchi (Roma) |

|                  |           |  |
| Cortesi 39’, 61’ | Marcatori |  |

| Siena 11 dicembre 1988 | Siena                  | 0 – 0 | Alessandria | Stadio Artemio Franchi\| Arbitro: \| Conocchiari (Macerata) \| |
| Arbitro:               | Conocchiari (Macerata) |       |             |                                                                |

| Arbitro: | Costamagna (Torino) |

|                                     |           |  |
| Carsetti 10’ Marino 36’ Fiorini 90’ | Marcatori |  |

| Stradella 31 gennaio 1988 | Oltrepò           | 0 – 0 | Siena | Stadio Comunale\| Arbitro: \| Gazzetta (Mestre) \| |
| Arbitro:                  | Gazzetta (Mestre) |       |       |                                                    |

| Siena 8 gennaio 1989 | Siena           | 0 – 0 | Cuoiopelli | Stadio Artemio Franchi\| Arbitro: \| Di Renzo (Roma) \| |
| Arbitro:             | Di Renzo (Roma) |       |            |                                                         |

#### Girone di ritorno
| Pavia 15 gennaio 1989 | Pavia             | 0 – 0 | Siena | Stadio Pietro Fortunati\| Arbitro: \| Moretti (Cosenza) \| |
| Arbitro:              | Moretti (Cosenza) |       |       |                                                            |

| Arbitro: | Grimaldi (Catania) |

|                             |           |  |
| Fiorini 54’ Mucciarelli 76’ | Marcatori |  |

| Cecina 5 febbraio 1989 | Cecina          | 0 – 0 | Siena | Stadio Comunale\| Arbitro: \| Scardia (Lecce) \| |
| Arbitro:               | Scardia (Lecce) |       |       |                                                  |

| Arbitro: | Bazzoli (Merano) |

|                                  |           |  |
| De Falco 9’ (aut.) Tintisona 63’ | Marcatori |  |

| Arbitro: | Montesano (Napoli) |

|                            |           |             |
| Marino 7’, 85’ Maurizi 31’ | Marcatori | 15’ Tirotto |

| Arbitro: | Bettin (Padova) |

|                         |           |  |
| Pisasale 64’ Zenari 78’ | Marcatori |  |

| Arbitro: | Zuccolini (Reggio Emilia) |

|                        |           |  |
| Marino 34’ Fiorini 59’ | Marcatori |  |

| Tempio Pausania 19 marzo 1989 | Tempio            | 0 – 0 | Siena | Stadio Nino Manconi\| Arbitro: \| Girotti (Bologna) \| |
| Arbitro:                      | Girotti (Bologna) |       |       |                                                        |

| Arbitro: | Collina (Viareggio) |

|               |           |                     |
| Tintisona 48’ | Marcatori | 35’ (rig.) Cocciari |

| Arbitro: | Scardia (Lecce) |

|            |           |                         |
| Guerra 61’ | Marcatori | 60’ Marino 68’ Podavini |

| Arbitro: | Casiraghi (Monza) |

|                           |           |             |
| Tintisona 18’ Fiorini 75’ | Marcatori | 86’ Bagnoli |

| Casale Monferrato 23 aprile 1989 | Casale           | 0 – 0 | Siena | Stadio Natale Palli\| Arbitro: \| Arena (Ercolano) \| |
| Arbitro:                         | Arena (Ercolano) |       |       |                                                       |

| Arbitro: | Cavanna (Roma) |

|                             |           |             |
| Fiorini 29’ Mucciarelli 87’ | Marcatori | 3’ Porceddu |

| Alessandria 14 maggio 1989 | Alessandria      | 0 – 0 | Siena | Stadio Giuseppe Moccagatta\| Arbitro: \| Griffo (Palermo) \| |
| Arbitro:                   | Griffo (Palermo) |       |       |                                                              |

| Arbitro: | Zuccoli (Reggio Emilia) |

|                       |           |                 |
| Sardi 40’ Vignali 70’ | Marcatori | 75’ Mucciarelli |

| Siena 28 maggio 1989 | Siena           | 0 – 0 | Oltrepò | Stadio Artemio Franchi\| Arbitro: \| Babini (Modena) \| |
| Arbitro:             | Babini (Modena) |       |         |                                                         |

| Arbitro: | Introvigne (Conegliano) |

|               |           |                 |
| Ciardelli 72’ | Marcatori | 52’ Mucciarelli |

### Coppa Italia Serie C

#### Primo turno
| Cecina 21 agosto 1988 | Cecina | 0 – 0 | Siena | Stadio Comunale |

| Montevarchi 25 agosto 1988 | Montevarchi | 0 – 1 | Siena | Stadio Gastone Brilli-Peri |

| Siena 28 agosto 1988 | Siena | 2 – 1 | Poggibonsi | Stadio Artemio Franchi |

| Siena 31 agosto 1988 | Siena | 2 – 2 | Cecina | Stadio Artemio Franchi |

| Siena 4 settembre 1988 | Siena | 1 – 0 | Montevarchi | Stadio Artemio Franchi |

| Poggibonsi 8 settembre 1988 | Poggibonsi | 1 – 1 | Siena | Stadio Stefano Lotti |

#### Sedicesimi di finale
| Siena 5 gennaio 1988 | Siena | 1 – 2 | Arezzo | Stadio Artemio Franchi |

| Arezzo 25 gennaio 1988 | Arezzo | 0 – 1 | Siena | Stadio Comunale |

## Statistiche

### Statistiche di squadra
| Competizione         | Punti | In casa | In casa | In casa | In casa | In casa | In casa | In trasferta | In trasferta | In trasferta | In trasferta | In trasferta | In trasferta | Totale | Totale | Totale | Totale | Totale | Totale | DR  |
| Competizione         | Punti | G       | V       | N       | P       | Gf      | Gs      | G            | V            | N            | P            | Gf           | Gs           | G      | V      | N      | P      | Gf     | Gs     | DR  |
| -------------------- | ----- | ------- | ------- | ------- | ------- | ------- | ------- | ------------ | ------------ | ------------ | ------------ | ------------ | ------------ | ------ | ------ | ------ | ------ | ------ | ------ | --- |
| Serie C2             | 41    | 17      | 11      | 4       | 2       | 29      | 11      | 17           | 2            | 11           | 4            | 10           | 16           | 34     | 13     | 15     | 6      | 39     | 27     | +12 |
| Coppa Italia Serie C |       | 4       | 2       | 1       | 1       | 6       | 5       | 4            | 2            | 2            | 0            | 3            | 1            | 8      | 4      | 3      | 1      | 9      | 6      | +3  |
| Totale               | -     | 21      | 13      | 5       | 3       | 35      | 16      | 21           | 4            | 13           | 4            | 13           | 17           | 42     | 17     | 18     | 7      | 48     | 33     | +15 |

### Statistiche dei giocatori[3]
| Giocatore      | Serie C2 | Serie C2 | Coppa Italia Serie C | Coppa Italia Serie C | Totale   | Totale |
| Giocatore      | Presenze | Reti     | Presenze             | Reti                 | Presenze | Reti   |
| -------------- | -------- | -------- | -------------------- | -------------------- | -------- | ------ |
| F. Carsetti    | 32       | 1        | ?                    | ?                    | 32+      | 1+     |
| M. Cavallo     | 13       | 0        | ?                    | ?                    | 13+      | 0+     |
| G. Fiorini     | 28       | 9        | ?                    | ?                    | 28+      | 9+     |
| L. Gianfaldoni | 1        | 0        | ?                    | ?                    | 1+       | 0+     |
| M. Joriatti    | 25       | 0        | ?                    | ?                    | 25+      | 0+     |
| G. Lamacchi    | 2        | 0        | ?                    | ?                    | 2+       | 0+     |
| S. Malvolti    | 15       | 0        | ?                    | ?                    | 15+      | 0+     |
| S. Mariani     | 32       | 4        | ?                    | ?                    | 32+      | 4+     |
| U. Marino      | 28       | 6        | ?                    | ?                    | 28+      | 6+     |
| R. Maurizi     | 20       | 1        | ?                    | ?                    | 20+      | 1+     |
| S. Mucciarelli | 30       | 8        | ?                    | ?                    | 30+      | 8+     |
| A. Pepi        | 15       | 1        | ?                    | ?                    | 15+      | 1+     |
| G. Pevarello   | 18       | 0        | ?                    | ?                    | 18+      | 0+     |
| G. Podavini    | 12       | 1        | ?                    | ?                    | 12+      | 1+     |
| C. Rastelli    | 34       | 0        | ?                    | ?                    | 34+      | 0+     |
| S. Ravagni     | 3        | 0        | ?                    | ?                    | 3+       | 0+     |
| E. Signoroni   | 20       | 0        | -                    | -                    | 20       | 0      |
| P. Tanagli     | 34       | -27      | ?                    | ?                    | 34+      | -27+   |
| F. Tintisona   | 32       | 7        | ?                    | ?                    | 32+      | 7+     |
| A. Vianello    | 30       | 0        | -                    | -                    | 30       | 0      |